# Hugo Kroemer
Hugo Alfred Kroemer (* 18. Jänner 1888 in Zwickau, Sachsen; † 20. Jänner 1971 in Graz) war ein deutsch-österreichischer Pianist.

## Leben
1912 wurde Hugo Kroemer vom Konservatorium in Danzig an die Grazer Musikvereinsschule berufen, an der seit dem Schuljahr 1893/94 auch der Konzertgeiger Karl Krehahn unterrichtete.
Unter anderen waren die Komponistin und Pianistin Grete von Zieritz, der Komponist und Pianist Alarich Wallner, die Pianistin Edda König und der Komponist Karl Haidmayer seine Schüler.
Er gründete 1911 und leitete das Kroemertrio in verschiedenen Zusammensetzungen. Von 1934 bis 1935 war Kroemer Präsident des Steirischen Tonkünstlerbunds (Ehrenmitglied ab 1968). Ab 1942 spielte Kroemer im Trio zusammen mit dem Geiger und Komponisten Artur Michl sowie dem Cellisten Otto Kallab. Ab 1939 hatte Kroemer die Leitung der Abteilung II (Instrumentalmusik) an der Landesmusikschule in Graz inne. Ab 1941 war er Dozent an der von den Nationalsozialisten nach dem sogenannten Anschluss Österreichs gegründeten Hochschule für Musikerziehung in Graz-Eggenberg. 1961 erhielt er den Musikpreis des Landes Steiermark.

## Werke
- Hugo Kroemer: Das Problem des schönen Anschlags: ein Beitrag zum künstlerischen Klavierspiel, zum 80. Geburtstag / Hugo Kroemer. Hrsg. vom Steirischen Tonkünstlerbund. Graz 1968, 11 Seiten (= Mitteilungsblätter des Steirischen Tonkünstlerbundes. Band 34. Sonderdruck)